# Nitreno

Estructura genérica de un grupo nitreno

Un nitreno es el nombre que se le da en química a un grupo funcional (R–N:) que resulta el análogo nitrogenado de un carbeno. El átomo de nitrógeno posee solo 5 electrones de valencia por lo que se lo considera un electrófilo. 
Los nitrenos se consideran intermediarios reactivos y se encuentran involucrados en numerosas reacciones químicas.

## Configuración electrónica
En el nitreno más simple que existe, el imidógeno lineal (:N–H), dos de los 6 electrones disponibles forman un enlace covalente con hidrógeno, otros dos crean un par electrónico libre y los dos electrones remanentes ocupan dos orbitales p degenerados. En forma consistente con la regla de Hund la configuración de menor energía para un imidógeno es un estado triplete con un único electron en cada uno de los orbitales p, y la configuración de mayor energía es un estado singlete con un par electrónico llenando un único orbital p y el otro dejando uno vacante.
Como ocurre con los carbenos, existe una fuerte correlación entre la densidad de espín sobre el átomo de nitrógeno que puede ser calculada in silico y el parámetro de desdoblamiento a campo nulo D que puede ser derivado experimentalmente de la resonancia de espín electrónica. Los nitrenos de menor tamaño tales como NH o CF
3N poseen valores D en torno a  1,8 cm−1 con densidades de espín cercanas al máximo valor 2. Al extremo inferior de la escala se encuentran las moléculas con valores D bajos (< 0,4) y densidades de espín de 1,2 a 1,4 tales como el 9-antrilnitreno y el 9-fenantrilnitreno.

## Formación
Debido a que los nitrenos son tan reactivos, no se los puede aislar, en cambio se forman como intermediarios reactivos durante el curso de una reacción química. Hay dos formas de generar nitrenos:
- A partir de azidas por termólisis o fotólisis, con expulsión de gas nitrógeno. Este método es análogo al de formación de carbenos a partir de compuestos diazo.
- A partir de isocianatos, con expulsión de monóxido de carbono. Este método es análogo al de formación de carbenos a partir de cetenas.

## Reacciones
Entre las reacciones de los nitrenos se incluyen:
- Inserción de nitreno C–H. Un nitreno puede insertarse con facilidad dentro de un enlace covalente carbono-hidrógeno conduciendo a la formación de una amina o amida. Un nitreno singlete reacciona con un mecanismo de retención de configuración. Según se muestra en un estudio[4] un nitreno, formado por la oxidación de un carbamato por medio de persulfato de potasio, conduce a una reacción de inserción sobre el enlace entre nitrógeno y paladio del producto de reacción entre el acetato de paladio (II) con 2-fenilpiridina para producir metil N-(2-piridilfenil)carbamato en una reacción en cascada:

Se sospecha la existencia de un intermediario de tipo nitreno en esta inserción C–H en la que participan una oxima y anhídrido acético y que conduce a la formación de un isoindol:
- Cicloadición de nitrenos. Los nitrenos reaccionan con alquenos, para formar aziridinas, muy a menudo medio de precursores nitrenoides nosil- o tosil-sustituidos tales como el [N-(fenilsulfonil)imino]feniliodinano o [N-(fenilsulfonil)imino]feniliodinano (PhI=NNs o PhI=NTs respectivamente) pero la reacción es conocida por funcionar directamente con la sulfonamida en presencia de un catalizador basado en un metal de transición tal como el cobre, paladio u oro:[6][7][8][9][Nota 1]

En la mayor parte de los casos, sin embargo el [N-(p-nitrofenilsulfonil)imino]feniliodinano (PhI=NNs) se prepara por separado como se muestra a continuación:
A continuación se lleva a cabo la transferencia de nitreno:
En esta reacción en particular, tanto los isómeros cis-estilbeno (ilustrado en el gráfico) como trans (no ilustrado) producen el mismo producto trans-aziridina, sugiriendo un mecanismo de reacción en dos pasos. La diferencia energética entre los nitrenos singlete y triplete puede ser tan pequeña en algunos casos que permite un cruce intersistema a temperatura ambiente. Los nitrenos tripletes son más estables termodinámicamente, pero la reacción escalonada permite la libre rotación y por lo tanto produce una mezcla estereoquímica.
- Expansión y contracción de anillos arilnitreno. Los aril-nitrenos presentan expansiones a anillos cumuleno de 7 miembros, reacciones de apertura de anillo y formación de nitrilos, muchas veces por medio de complejas vías de reacción. Por ejemplo la azida 2 en el esquema de abajo[3] atrapada en una matriz de argon a 20 K bajo fotólisis expulsa un nitrgeno para formar un nitreno triplete 4 (observado experimentalmente por medio de REE y espectroscopía ultravioleta-visible) la cual se encuentra en equilibrio con el producto anillo expandido 6.

El nitreno finalmente se convierte en un nitrilo de anillo abierto 5 a través de un intermediario dirradical 7. En una reacción de alta temperatura, FVT a 500–600 °C también se produce el nitrilo 5 en una proporción del 65%.

## Radicales nitreno
Se ha registrado un cuarteto REE de alto espín (matriz a temperaturas criogénicas), para varios compuestos que contienen un grupo nitreno y un grupo radical libre. Uno de estos posee un radical óxido de amina incorporado, otro sistema posee un grupo radical carbono.
En este sistema uno de los electrones desapareados del nitrógeno se encuentra deslocalizado en el anillo aromático convirtiendo al compuesto en un triradical σ–σ–π. Una estructura de resonancia radical nitrógeno-carbeno (radical imidilo) contribuye al cuadro electrónico completo.